# Veronica musa
Veronica musa är en grobladsväxtart som beskrevs av Täckh. och Hadidi. Veronica musa ingår i släktet veronikor, och familjen grobladsväxter. Inga underarter finns listade i Catalogue of Life.